# Ramsay Bolton
Ramsay Bolton, korábban Havas Ramsay (eredeti nevén Ramsay Snow) szereplő George R. R. Martin amerikai író A tűz és jég dala című fantasy regénysorozatában, valamint annak televíziós adaptációjában, a Trónok harcában. A televíziós sorozat 3-6. évadjában az egyik legfontosabb negatív főszereplővé válik.
A könyvsorozatban 1998-ban tűnik fel először, a Királyok csatája című regényben, Roose Boltonnak, az Északon fekvő ősi Rémvár urának legidősebb (törvénytelen) fiaként. A Kardok viharában (2000) és a Varjak lakomájában (2005) csak említés szintjén szerepel, a 2011-es Sárkányok táncában viszont ismét fontos szereplő lesz.
Az HBO Trónok harca című televíziós adaptációjában a szereplőt Iwan Rheon alakítja, magyar hangja Orosz Gergely.

## Áttekintés
Havas Ramsay Roose Bolton és egy molnár feleségének nemi erőszakból fogant, törvénytelen fia, ebből adódóan Bolton fattyaként vagy Rémvár fattyaként is említik. A könyvekben erős csontozatú és enyhén túlsúlyos, pirospozsgás arcú, húsos ajkú, hosszú sötét hajú férfiként írják le, aki elegáns öltözéke ellenére is visszataszító külsejű. Ramsay szadista, kiszámíthatatlan és vakmerő – örömet lel mások kínzásában és előszeretettel gyakorolja ellenségei elevenen megnyúzását, amely kivégzés a Bolton-ház ősi szokása. Roose gyanítja, hogy korábbi törvényes örökösét, a fiatalon egy betegségben elhunyt Domericet, valójában Ramsay mérgezte meg.
A könyvekben Ramsay nem nézőpontkarakter, azaz cselekedeteivel az olvasók csak más szereplők (például Theon Greyjoy) megfigyelésein keresztül találkozhatnak. Ramsay a legtöbb könyvben csupán háttérszereplő.

## A szereplő története a könyvekben
A Királyok csatájában, apja távollétében Ramsay lesz Rémvár várnagya. Erőszakkal feleségül veszi Hornwood (a harcokban elesett) urának özvegyét, és halálra éhezteti, hogy megszerezze birtokait. Az északiak igazságszolgáltatása elől úgy menekül meg, hogy ruhát cserél hűséges szolgájával, Bűzössel: az álruhát viselő Ramsayt Rodrik Cassel Deresbe viszi, hogy ott ítéljék el tetteiért. A várat azonban Theon Greyjoy és a vasemberek elfoglalják, és szabadon engedik Ramsayt, ő cserébe hűséget fogad és felajánlja szolgálatait. Ramsay meggyőzi Theont, hogy engedje vissza őt Rémvárba sereget gyűjteni az északiak ellen, akik vissza akarják foglalni Derest. A Boltonok seregével visszatérve Ramsay végez nem csupán a vár ostromlóival, hanem a várat uralmuk alatt tartó vasemberekkel is, felégeti Derest és Theont fogságba ejti.
A Vörös Nász és Robb Stark halála után Tommen Baratheon király Boltonként törvényesíti Ramsayt és megszervezi házasságát Jeyne Poole-lal (a lányt Arya Starkként mutatják be az északiaknak, hogy a Boltonok egy Starkkal kötött házassággal megszilárdíthassák uralmukat). Rémvár börtönében Theon, miután Ramsay brutálisan megkínozta és lelkileg is megtörte, magára veszi a korábbi Bűzös identitását. Ramsay arra kényszeríti Theont/Bűzöst, hogy csellel segítsen neki visszafoglalni a vasemberektől a stratégiai fontosságú Cailin-árkot (bár szabad elvonulást ígér nekik, a vár átadása után a szószegő Ramsay példát statuálva elevenen megnyúzatja a helyőrség összes tagját).
Deresben Ramsay feleségül veszi Jeyne Poole-t, a hamis Aryát, akit rendszeresen bántalmaz. Az esküvő után nem sokkal Theon és Jeyne Mance Rayder segítségével megszökik a várból. Havas Jon levelet kap Ramsaytől, mely szerint a várat ostromolni készülő Stannis Baratheon seregét legyőzték, a Jon által korábban Deresbe küldött Mance-t fogságba ejtették – Ramsay követeli Theon, Jeyne, valamint Stannis kíséretének néhány egyéb tagjának átadását és az Éjjeli Őrség megsemmisítésével fenyegetőzik, ha ez nem teljesül A Tél szelei című, előkészületben lévő hatodik kötet közzétett fejezetében Stannis életben van és Deres ostromára készül, tehát a levél tartalma hazugságnak bizonyult.

## Televíziós adaptáció

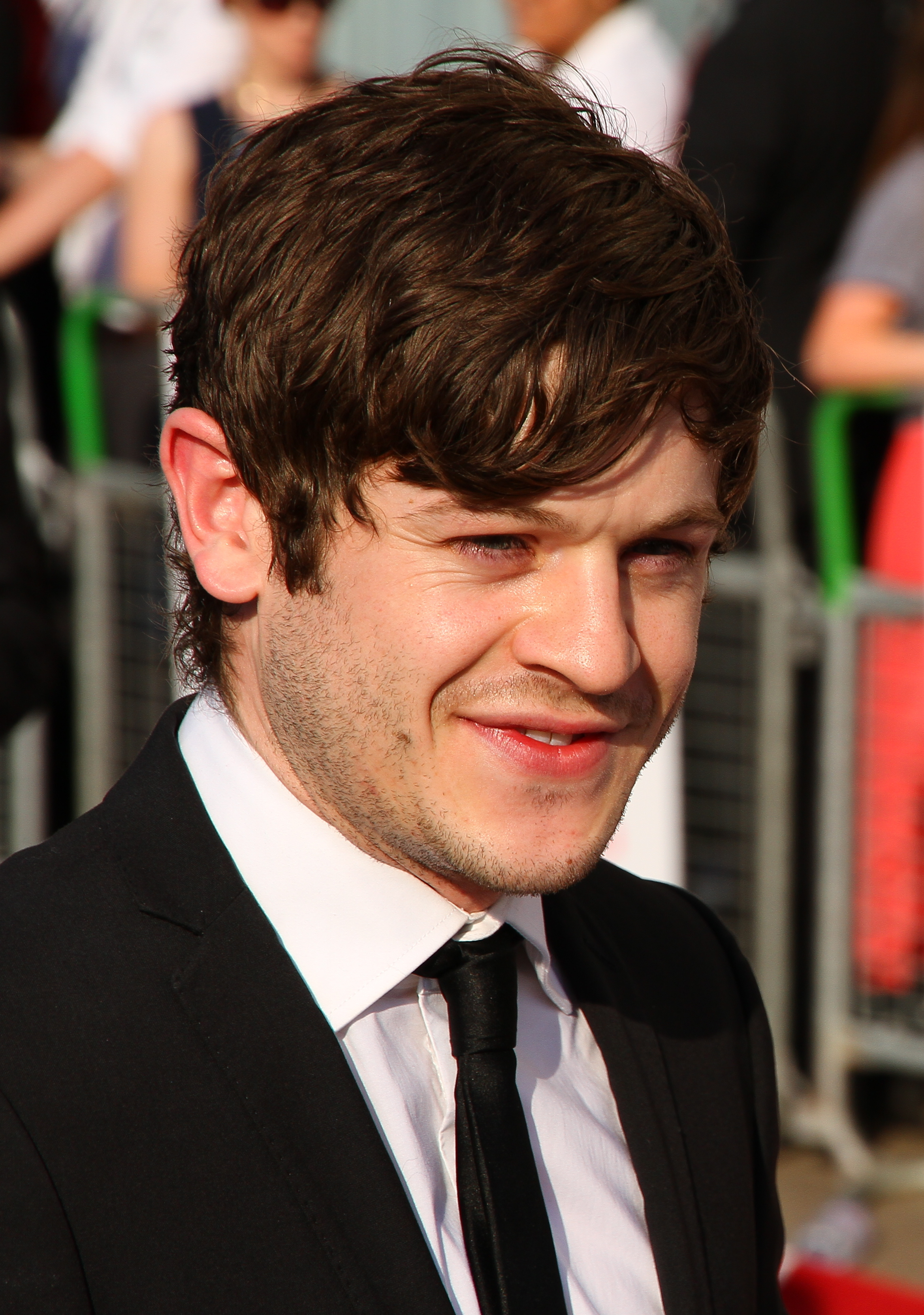
A sorozatban Iwan Rheon alakította Ramsayt

Az HBO televíziós sorozatában Ramsay Boltont Iwan Rheon alakította. Rheon korábban Havas Jon szerepére jelentkezett, de a szerepet Kit Harington nyerte el.
Az Entertainment Weekly szerint „Ramsay Bolton az HBO drámasorozatában, egy gyilkosokkal teli világban a leghamisítatlanabb pszichopata; egy szadista, aki nem rendelkezik erkölcsi korlátokkal és áldozatait pusztán élvezetből kínozza.” Rheon úgy jellemezte az általa megformált szereplőt, hogy „egy hatalmas rohadék. De egészen szórakoztatónak találom ezt. Szórakoztató a szereplőt alakítani. Nyilvánvalóan néhány jelenet visszataszító és tartok az elkészítésüktől... A nehézség abból adódik, hogy színészként meg kell értened őt ahhoz, hogy az alakítás őszinte lehessen és bele tudd élni magad a szerepbe.”
Egy másik interjúban Rheon elmondta: „Ramsayban az a különös, hogy valami nyilvánvalóan nincs rendben vele és soha nem is volt. Nem hiszem, hogy ezt a viselkedést tanulni lehetne... Nagyon érdekes szereplő. A harmadik évadban feltesszük magunknak a kérdést, hogy »ki a fene ez a srác, tisztára flúgos.« Aztán amikor az apja is megjelenik a színen, rájössz hogy apaproblémái vannak! Nagyon érdekes, lenyűgözőnek találom őt, igazán fura egy alak.”
Rheon alakítását színésztársa és barátja, Kit Harington is méltatta: „Imádom Iwan munkáját. Lenyűgözően összetett színész, aki egy kiváló és ugyanakkor alávaló szereplőt teremtett meg.”

### A szereplő története a sorozatban
Ramsay születésének körülményeit nem változtatták meg a sorozatban, kivéve azt, hogy Ramsay anyja a szülés után nem sokkal meghalt. Ramsay Rémvárban nőtt fel és semmit nem tud anyjáról. Tizenegy évesen megismeri a kutyákat gondozó kennelmester lányát, Myrandát (aki a regényekben nem szerepel) és szeretők lesznek. Boltonként való törvényesítését megelőzően Ramsay a lány feleségül vételét tervezi.

#### Harmadik évad
Miután Theon Greyjoy elfoglalja Derest, Roose Bolton felajánlja Robb Starknak, hogy a Rémvárban tartózkodó Ramsay az embereivel felszabadítja a Starkok otthonát. A vasemberek elárulják vezérüket, Theont (akit Ramsay fogságba ejt) és megadják magukat, de Ramsay ennek ellenére kivégezteti őket és feldúlja Derest. Az események után Ramsay azt a hírt terjeszti, hogy a várat a vasemberek dúlták fel, majd a „felszabadítók” megérkezése előtt elmenekültek. Rémvár börtönében Ramsay fizikailag és pszichológiailag is megkínoztatja Theont – önmagát szolgálónak álcázva Ramsay megszökteti Theont, csak azért, hogy utána ismét visszacsalogassa börtönébe. Ramsay kasztráltatja a szoknyavadászként ismert Theont és intim testrészeit elküldi annak apjának, fenyegetésként, hogy tovább fogja kínozni Theont, valamint az összes vasemberrel végez, ha a Greyjoyok nem hagynak fel Észak elfoglalására tett törekvéseikkel. Ramsay a „Bűzös” becenevet ragasztja Theonra és válogatott módszerekkel addig kínozza, amíg Theon hallgatni nem kezd új nevére.

#### Negyedik évad
Rémvárba visszatérve Roose Bolton megfeddi Ramsayt, amiért túllépett egy határt és megcsonkított egy értékes foglyot. Amikor Ramsay demonstrálja apjának, mennyire engedelmessé formálta Theont (aki még Robb Stark elárulásának és megölésének hírét is közönyösen fogadja), Roose beleegyezik, hogy Theon segítségével foglalják vissza a vasemberektől a Cailin-árkot. Mielőtt erre sor kerülne, Theon testvére, Yara mentőakciót szervez bátyja kiszabadítására, de a rettegő Theon nem hajlandó vele tartani, mert az akciót Ramsay újabb átverésének hiszi. Ezzel viszont bizonyítja hűségét Ramsaynek, aki felhasználja őt a Cailin-árok visszaszerzéséhez: Theonként meggyőzi a vasembereket, hogy adják meg magukat és szabadon elvonulhatnak. Ám Ramsay megszegi a szavát és megnyúzatja a helyőrség tagjait. A Cailin-árok visszafoglalásáért cserébe a fattyú Ramsayt Boltonként törvényesítik. A Boltonok ezután Deresbe helyezik át székhelyüket.

#### Ötödik évad
Hogy megszilárdítsák hatalmukat Északon, Sansa Starkot a Boltonok Petyr Baelish segítségével feleségül adják Ramsayhoz. Az esküvő utáni Ramsay nászéjszakán megerőszakolja a lányt. Sansa próbál segítséget szerezni a szökéshez, de a megtört Theon elárulja őt. Stannis Baratheon seregével Deres közelébe érkezik; Ramsay meggyőzi apját, hogy néhány emberével beszivároghasson az ellenség táborába és elpusztíthassa utánpótlásaikat. A terv sikerrel jár, Stannis a győzelem érdekében feláldozza saját lányát, Shireent, de pont emiatt serege nagy része dezertál. Ennek ellenére Stannis előkészíti Deres ostromát, azonban a Boltonok könnyűlovassága Ramsay vezetésével hamar felmorzsolja őket. A csata zűrzavarában Theon megöli Myrandát és megszökik Sansával.

#### Hatodik évad
Ramsay a legjobb vadászait küldi Sansa és Theon után, de Brienne és Pod végeznek az üldözőkkel és megmentik Sansáékat. Roose felesége, Walda hamarosan egy fiúgyermeknek ad életet. A hatalmi pozícióját féltő Ramsay leszúrja apját és kutyáival szétmarcangoltatja Waldát és újszülött gyermekét. Smalljon Umber felkeresi Ramsayt és segítségét kéri Észak megvédéséhez Havas Jonnal és a vadakkal szemben. A szövetség megerősítése érdekében túszként átadja az ezidáig Smalljon (már elhunyt) apjának védelme alatt álló Rickon Starkot és Oshát. Ramsay megöli Oshát és börtönbe veti Rickont. Ezután levelet küld Jonnak, a vadak kiirtásával, valamint Jon és Rickon megölésével fenyegetőzve, amennyiben nem kapja vissza Sansát.
Jon válaszul a vadakkal és néhány Stark-lojalista északi házzal Deresbe vonul. Ramsay látszólag szabadon engedi Rickont, de utána egy nyílvesszővel szíven lövi a menekülő és Jon karjai közt életét vesztő fiút. Megkezdődik a csata, melyben a Boltonok bekerítik Jon seregét, de a Völgy lovagjai – akiket Sansa korábban egy levélben segítségül hívott – legyőzik a Boltonokat. Ramsay Deresbe menekül, ahová Jon követi, majd kis híján halálra veri. A kennelekbe zárt, megkötözött Ramsayra Sansa ráuszítja Ramsay saját kutyáit (melyeket korábban, a csata előtt pont Ramsay éheztetett ki) és az állatok szétmarcangolják egykori gazdájukat.

## Fordítás
- Ez a szócikk részben vagy egészben  a   Ramsay Bolton című angol Wikipédia-szócikk fordításán alapul.  Az eredeti cikk szerkesztőit annak laptörténete sorolja fel. Ez a jelzés csupán a megfogalmazás eredetét és a szerzői jogokat jelzi, nem szolgál a cikkben szereplő információk forrásmegjelöléseként.